# FC Yakutiya Yakutsk

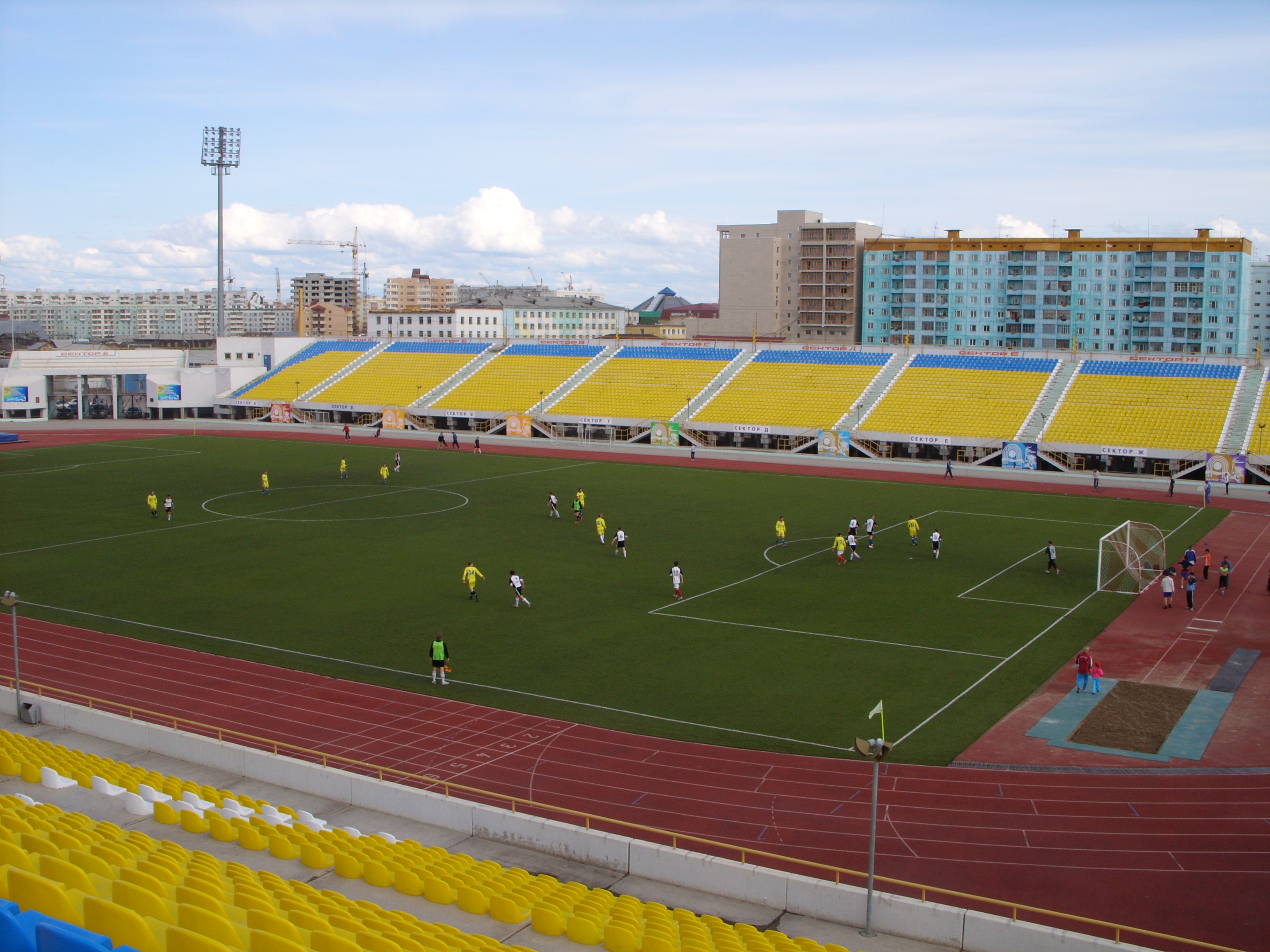
El estadio Tuymaada donde juega el Yakutiya.

El FC Yakutiya (del ruso: ФК «Якутия») es un club de fútbol ruso de la ciudad de Yakutsk, fundado en 1991. El club disputa sus partidos como local en el estadio Tuymaada y juega en la Segunda División de Rusia, el tercer nivel en el sistema de ligas ruso.

## Historia
El club fue fundado en 1991 en Yakutsk como «Dinamo», nombre que mantuvo hasta 1997 cuando fue renombrado «Montazhnik». Entre 2004 y 2007 fue conocido como FK «Yakutsk», entre 2008 y 2010 «Fakel SHVSM» y en 2011 fue renombrado FK «Yakutiya», denominación que mantiene hasta la actualidad.

## Estadio
El Yakutiya disputa sus partidos como local en el estadio Tuymaada, un recinto multiusos que cuenta con una capacidad de 12.500 espectadores sentados. El estadio está situado en la calle Lermontov, 64 y tiene pista de atletismo.

## Jugadores
Actualizado al 6 de septiembre de 2012, según RFS (enlace roto disponible en Internet Archive; véase el historial, la primera versión y la última)..